# Сопілкино
Сопі́лкино (рос. Сопелкино) — присілок у складі Грязовецького району Вологодської області, Росія. Входить до складу Ростиловського сільського поселення.

## Населення
Населення — 66 осіб (2010; 77 у 2002).
Національний склад (станом на 2002 рік):
- росіяни — 100 %